# Cuenca Minera
Die Cuenca Minera ist eine Comarca der Provinz Huelva in der spanischen Autonomen Gemeinschaft Andalusien. Sie wurde, wie alle andalusischen Comarcas, am 28. März 2003 eingerichtet.
Sie liegt im westlichen Hinterland der Provinz und besteht aus 7 Gemeinden auf einer Fläche von 626,21 km².

## Lage
|          | Sierra de Huelva                            |                 |
| Andévalo | Kompassrose, die auf Nachbargemeinden zeigt | Provinz Sevilla |
|          | El Condado                                  |                 |

## Gemeinden
| Gemeinde                | Einwohner (2024) | Fläche km² | Dichte Einw./km² | Cod INE | Postleitzahl |
| ----------------------- | ---------------- | ---------- | ---------------- | ------- | ------------ |
| Berrocal                | 288              | 126,24     | 2                | 21012   | 21647        |
| El Campillo             | 2.014            | 90,72      | 22               | 21018   | 21650        |
| Campofrío               | 724              | 46,98      | 15               | 21019   | 21668        |
| La Granada de Río-Tinto | 244              | 44,70      | 5                | 21036   | 21668        |
| Minas de Riotinto       | 3.713            | 23,31      | 159              | 21049   | 21660        |
| Nerva                   | 5.073            | 55,40      | 92               | 21052   | 21670        |
| Zalamea la Real         | 2.963            | 238,86     | 12               | 21078   | 21640        |
| Comarca Cuenca Minera   | 15.019           | 626,21     | 24               | –       | –            |

## Nachweise
1. ↑  Instituto Nacional de Estadística Municipal Register of Spain
2. ↑  Orden de 14 de marzo de 2003, por la que se aprueba el mapa de comarcas de Andalucía a efectos de la planificación de la oferta turística y deportiva, Boletín Oficial de la Junta de Andalucía (Amtsblatt der Regierung von Andalusien), Nr. 59 vom 27. März 2003, S. 6248